# 神奈川縣第4區
神奈川縣第4區是日本眾議院的選區，設立於1994年。

## 小選舉区選出議員
| 選舉名                 | 年     | 当選者     | 党派       | 選區範圍                           |
| ---------------------- | ------ | ---------- | ---------- | ---------------------------------- |
| 第41屆眾議院議員總選舉 | 1996年 | 飯島忠義   | 自由民主党 | 横濱市榮区、鎌倉市、逗子市、葉山町 |
| 第42屆眾議院議員總選舉 | 2000年 | 大石尚子   | 民主党     | 横濱市榮区、鎌倉市、逗子市、葉山町 |
| 第43屆眾議院議員總選舉 | 2003年 | 大石尚子   | 民主党     | 横濱市榮区、鎌倉市、逗子市、葉山町 |
| 第44屆眾議院議員總選舉 | 2005年 | 林潤       | 自由民主党 | 横濱市榮区、鎌倉市、逗子市、葉山町 |
| 第45屆眾議院議員總選舉 | 2009年 | 長島一由   | 民主党     | 横濱市榮区、鎌倉市、逗子市、葉山町 |
| 第46屆眾議院議員總選舉 | 2012年 | 浅尾慶一郎 | 眾人之党   | 横濱市榮区、鎌倉市、逗子市、葉山町 |
| 第47屆眾議院議員總選舉 | 2014年 | 浅尾慶一郎 | 無黨籍     | 横濱市榮区、鎌倉市、逗子市、葉山町 |
| 第48屆眾議院議員總選舉 | 2017年 | 早稻田夕季 | 立憲民主党 | 横濱市榮区、鎌倉市、逗子市、葉山町 |
| 第49屆眾議院議員總選舉 | 2021年 | 早稻田夕季 | 立憲民主党 | 横濱市榮区、鎌倉市、逗子市、葉山町 |
| 第50屆眾議院議員總選舉 | 2024年 | 早稻田夕季 | 立憲民主党 | 横濱市榮区、鎌倉市、逗子市、葉山町 |